# Most Franja Tuđmana (Osijek)
Most Franja Tuđmana (chorvatsky Most Franjo Tuđmana) se nachází v chorvatském městě Osijeku. Silniční most o délce 294 m překonává severo-jižním směrem řeku Drávu. Jedná se o betonový most postavený na dvou pilířích.
Most je jednou z několika spojic přes uvedenou řeku v tomto chorvatském městě. Mimo jiné spojuje historické regiony Slavonii a Baranji. První vznikl v roce 1962, nicméně byl zničen při chorvatské válce za nezávislost v roce 1991. Následně byl po skončení konfliktu obnoven, a to na základě iniciativy tehdejší hlavy státu, kterou byl Franjo Tuđman. Nový most byl budován v letech 1993 až 1995. Otevřen byl slavnostně dne 10. června 1995. Původně se jmenoval ale jen Drávský most (chorvatsky Dravski most), současný název má od roku 2009. Rekonstruován byl v roce 2012.